# Combate escénico
El combate escénico es una disciplina consistente en crear y realizar coreografías de escenas de enfrentamientos, peleas, broncas, combates, etc. para el entretenimiento.
Existe una infinidad de estilos de coreografías de combate dependiendo del género y punto de vista del director de la obra en cuestión. Puede ser cómico, realista, de artes marciales, etc. Finalmente, todos estos estilos son fantasías, más o menos apegados a la realidad. El combate escénico puede compararse con la danza, pues de la misma manera se marcan los pasos de la coreografía; los participantes practican sus partes correspondientes y el director o el coreógrafo determina la estética de los movimientos según las características de los personajes.
La figura del coreógrafo de una escena de combate es primordial. Es por lo cual los nombres como Yuen Woo-ping, Bob Anderson, Claude Carliez, Sammo Hung Kam-Bo y otros se convirtieron en personas más valiosas en una producción.

## Galería de ejemplos

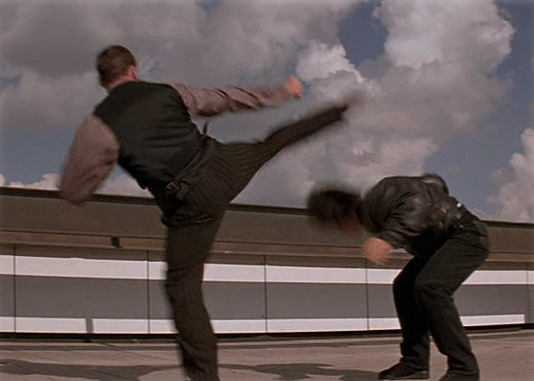
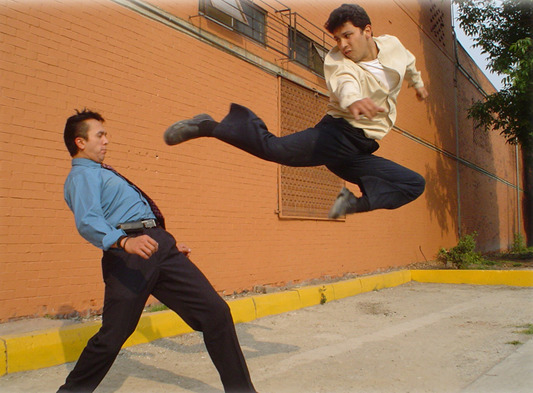

- Datos: Q1020604
- Multimedia: Theatrical combat / Q1020604